# 大前正臣
大前 正臣（おおまえ まさおみ、1923年 - ）は、日本の国際政治評論家、作家、翻訳家。

## 来歴
岐阜県生まれ。東京大学文学部卒業後、コロンビア大学に学ぶ。電通、東京新聞外報部記者を経てフリーになる。

## 著書
- 『おもしろいラジオとテレビの話 』（東西文明社、精選学校図書館全集） 1953
- 『ラジオとテレビの科学』（東西五月社） 1960
- 『英米のマスコミ』（研究社、カレッジ・ライブラリー) 1962
- 『百万人のマクルーハン ビジネスから家庭教育まで』（徳間書店） 1968
- 『ニクソンを売る 情報化時代の大衆説得』（日本経済新聞社、日経新書） 1969
- 『情報選択の時代 あなたにとって何が必要か』（日本能率協会） 1970
- 『小さくなるアメリカ 傲慢から内省への軌跡』（サイマル出版会） 1976
- 『おれでも大統領になれる '76アメリカ大統領選挙ジミー・カーター勝利の秘密』（政治広報センター） 1976.12
- 『ケネディ家の発想 一番になれ、二番以下は敗者だ』（徳間書店） 1979.6
- 『太平洋人への道 日本をめぐる海の地政学』（PHP研究所） 1980.4
- 『決断の構造 J・F・ケネディの勇気ある選択』（PHP研究所） 1980.7
- 『ねらわれた電電公社 日米摩擦の深層 経済ドキュメント』（TBSブリタニカ） 1981.12
- 『群国アメリカ・単国ニッポン』（TBSブリタニカ） 1982.7
- 『ハイテック・ロビー戦争』（TBSブリタニカ） 1983.6
- 『動き出した巨人 NTTの挑戦 明日の情報社会をどう変えるか』（PHP研究所） 1985.4
- 『地図にない韓国 日米韓から見たコリアン・パワーの源泉』（徳間書店） 1987
- 『タイム・マーチャント 日米欧・四次元の覇権争い』（徳間書店） 1988.11
- 『カンテラ町からマンハッタンヘ わが運命の糸』（田尻三千夫編、けやき出版） 2003.12

## 翻訳
- 『サンタ・マリア号の叛乱 ガルバン大尉の手記』（エンリケ・ガルバン、弘文堂、フロンティア・ブックス） 1961
- 『スパイ帝国 クーデター・メーカーCIA』（アンドル・タリー、弘文堂、フロンティア・ブックス） 1963
- 『小説ノーベル賞』（アービング・ウォーレス、弘文堂） 1963
- 『チャーリーとの旅 アメリカを求めて』（ジョン・スタインベック、弘文堂） 1964
- 『ワシントンの権力』（ダグラス・ケーター、弘文堂、フロンティア・ライブラリー） 1964
- 『ケネディの道』（シオドア・C・ソレンセン、弘文堂） 1966
- 『マクルーハン入門 コミュニケーションの新しい探求』（マクルーハン,エドマンド・カーペンター、後藤和彦共訳、サイマル出版会、サイマル双書） 1967、のち改題『マクルーハン理論』（平凡社ライブラリー）
- 『暗殺 ロバート・ケネディの悲劇』（UPI,カウルズ社編、読売新聞社） 1968
- 『70年代への決意』（エドワード・M・ケネディ、徳間書店） 1969
- 『信頼の崩壊 思想と権力と暴力について』（アーサー・M・シュレジンガー、読売新聞社） 1969
- 『アメリカとアメリカ人 未来のためのエッセイ』（ジョン・スタインベック、サイマル出版会） 1969、のち平凡社ライブラリー
- 『影の選挙参謀 近代選挙を演出する』（ダン・ニンモー、政治広報センター） 1971
- 『アメリカとの闘い』（シアヌーク、読売新聞社） 1973
- 『わが子ケネディ』（ローズ・F.ケネディ、徳間書店） 1974、のち徳間文庫
- 『吾輩はガイジンである 日本人の知恵の構造』（フランク・ギブニー、サイマル出版会） 1975
- 『人は城、人は石垣 日本人資質の再評価』（フランク・ギブニー、サイマル出版会） 1975
- 『ポツダム会談 日本の運命を決めた17日間』（チャールズ・ミー、徳間書店） 1975
- 『ケネディとの対話 その信念と栄光の軌跡』（ベンジャミン・G・ブラッドリー、徳間書店） 1975
- 『兵器市場 国際疑獄の構造』（アンソニー・サンプソン、TBSブリタニカ） 1977.9
- 『マッカーサー その栄光と挫折』（クレイ・ブレア Jr.、パシフィカ） 1978.1
- 『栄光の男たち コルビー元CIA長官回顧録』（ウィリアム・E・コルビー、山岡清二共訳、政治広報センター） 1980.2
- 『アメリカ・ナウ なぜ、何もかもうまくいかないか』（マービン・ハリス、サイマル出版会） 1982.7、のち改題『アメリカは、なぜ』
- 『日本占領革命 GHQからの証言』（セオドア・コーエン、TBSブリタニカ） 1984.1-3
- 『ジャパン - 飢える狼 日米ビジネスマン比較』（ハワード・ヴァン・ザント,ジャック・スワード、徳間書店） 1985.11
- 『アメリカは間違っている! 米国の没落を案じ私は商務省を辞任した』（ジェラルド・M・マークス、徳間書店） 1987.10
- 『日本封じ込め 強い日本vs.巻き返すアメリカ』（ジェームズ・ファローズ、TBSブリタニカ） 1989.12

## 参考
- 著書記載の略歴